# Amtshaus (Gotha)

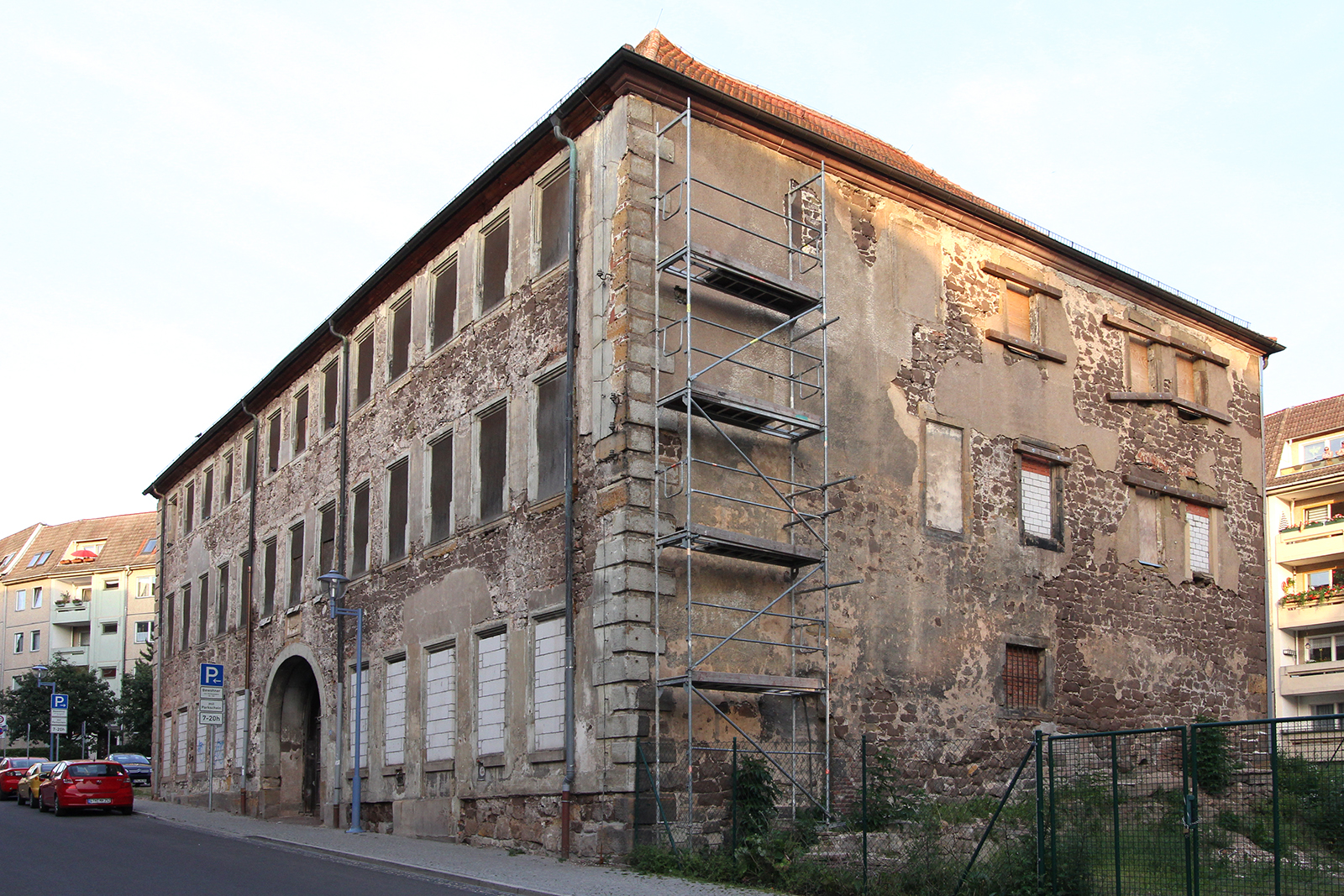
Das Amtshaus (2014)

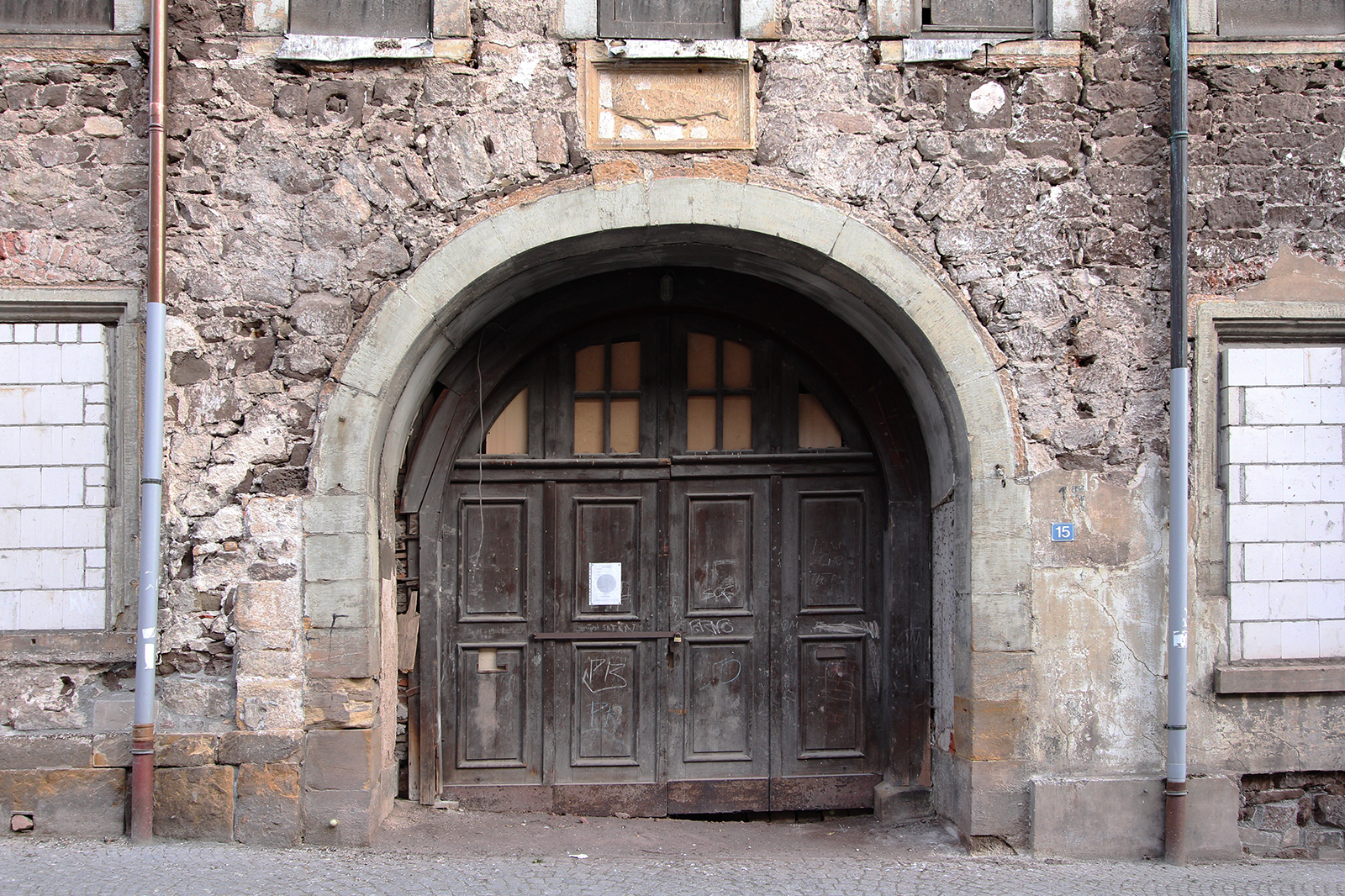
Das Portal des Amtshauses (2014)

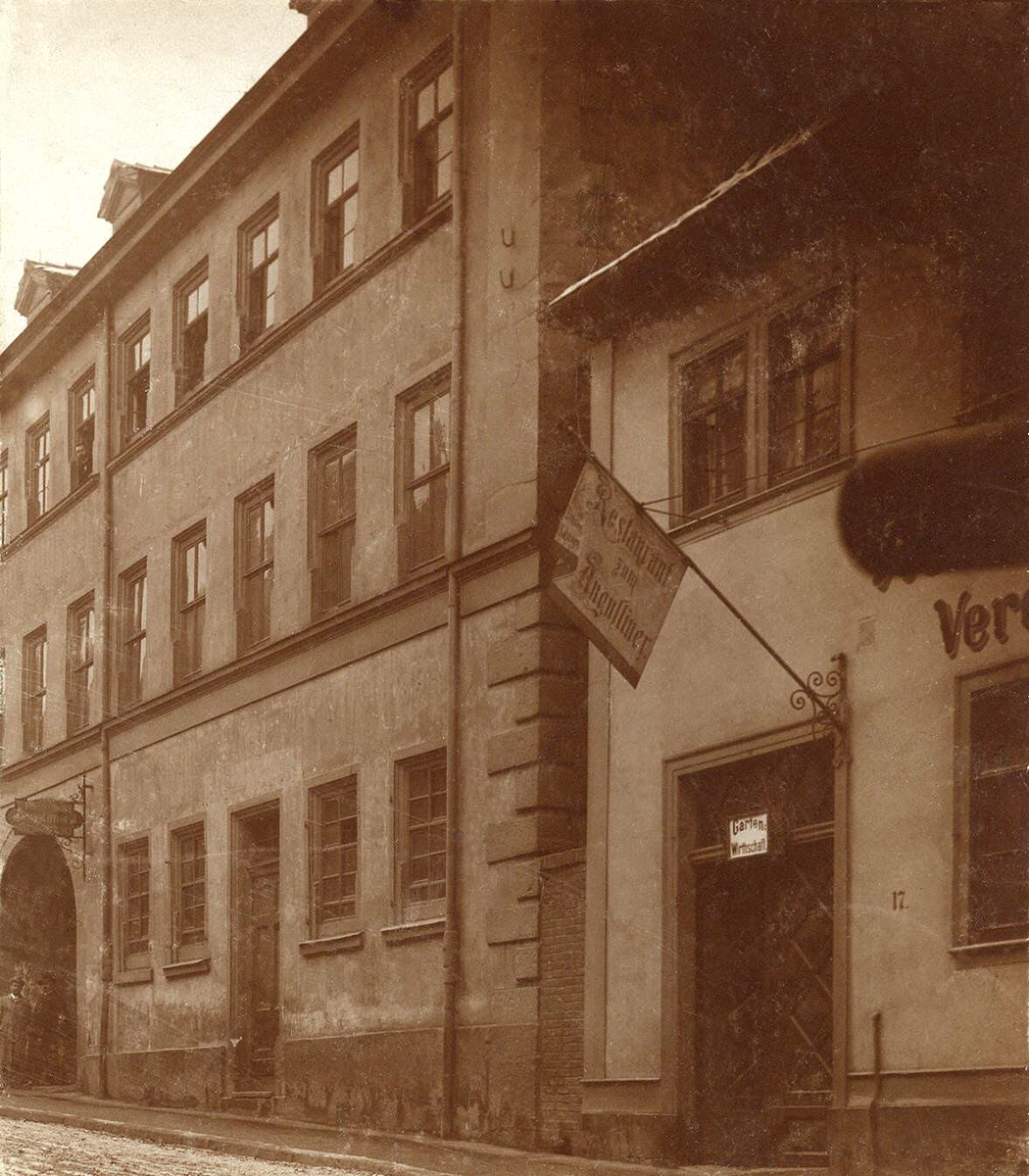
Der westliche Teil des Amtshauses (links) mit der vermauerten Wassergasse (um 1900)

Das Amtshaus ist ein bedeutendes denkmalgeschütztes Gebäude in der Augustinerstraße 15 in Gotha. Es diente unter anderem als Verwaltungsbau für das schon im Mittelalter geschaffene Amt Gotha. Die Hausnummer des Amtshauses war im Jahr 1717 Sundhäuser Gasse 626 und im Jahr 1828 122 und 133.

## Geschichte
Das Amtshaus steht auf zwei mittelalterlichen Grundstücken, die laut Nachforschungen 1634 zusammengelegt wurden. Auf dem westlichen Grundstück stand ein massives giebelständiges Wohnhaus aus dem 14. Jahrhundert, von dem etwa ein Drittel erhalten blieb. Beide Grundstücke besaßen das Brau- und Schankrecht.
Das Hauptgebäude stammt aus der Zeit zwischen 1634 und 1638. Verantwortlich für den Bau war der fürstliche Baumeister Hans Weber aus Eisenach, der offenkundig dafür auch geborgene Werksteine des abgebrochenen Schlosses Grimmenstein verwenden durfte.
Neben der Nutzung als Amtshaus, diente es auch als Wohn- und Wirkungsort bekannter Gothaer Persönlichkeiten. Darunter zählt auch der berühmte Pädagoge und Verleger Andreas Reyher. Nachdem sein 1646 erbautes Haus in der  Erfurter Straße ein Raub des Stadtbrandes von 1665 wurde, kaufte er den westlichen Teil des Amtshauses. Er wohnte hier vermutlich bis zu seinem Tod 1673 und wird im Einwohnerverzeichnis 1665 und 1668 als dort wohnhaft aufgeführt. Auch seine Hofbuchdruckerei muss sich in dieser Zeit im Amtshaus befunden haben. Nach dem Tod Reyhers übernahmen seine Söhne Christoph und Salomon das Gebäude. 1678 war Christoph Reyher in das wieder aufgebaute Haus in der Erfurter Straße verzogen, während sein Bruder Salomon weiterhin bis 1692 hier wohnte. Während Salomon Reyher hier wohnte, wurde laut dendrochronologischer Datierung 1687 ein größerer Umbau an der westlichen Gebäudehälfte durchgeführt.
Nach dem Auszug Salomon Reyhers, verkauft die herzogliche Kammer das Haus an Kammerrat und Oberamtmann Paul Kühnold. 1710 verkauften es wiederum die Erben an die herzogliche Kammer, die es erneut als Amtshaus nutze. 1732 erfolgten Umbauten und Reparaturen am Gebäude. Danach stand das Amtshaus leer.

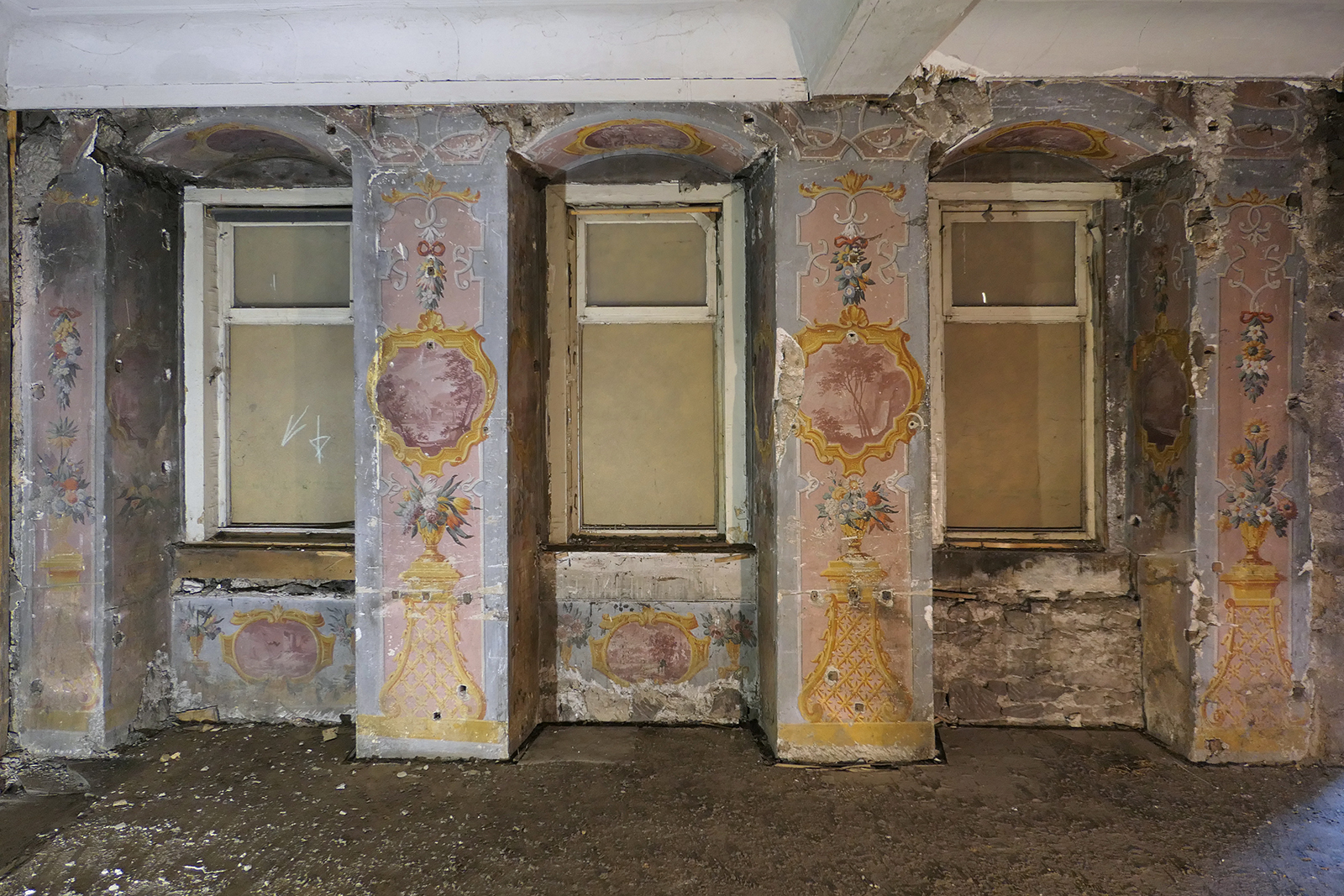
Gesamtansicht der barocken Fresken (2019 bei Bauarbeiten entdeckt)

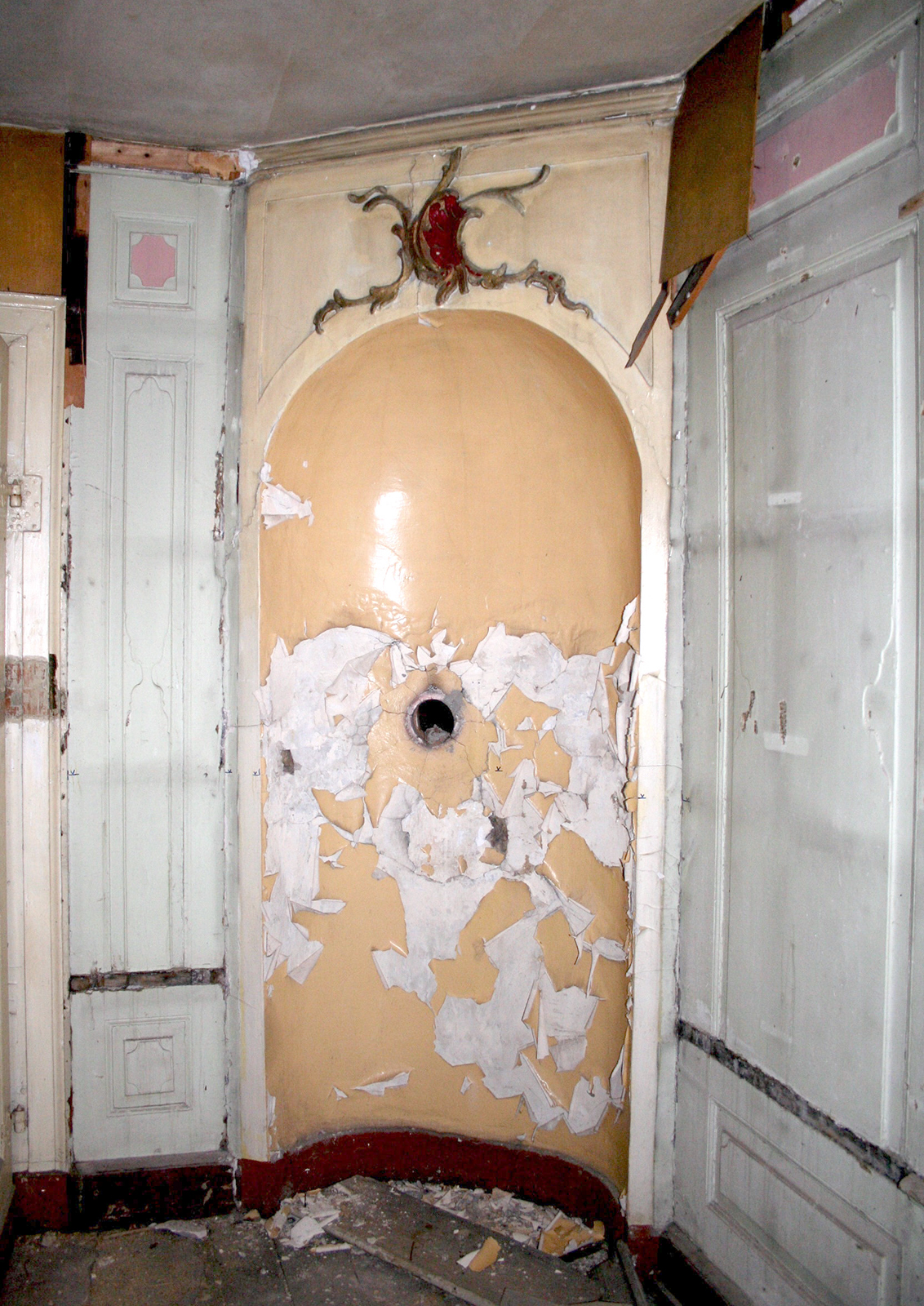
Wandvertäfelungen und Rokoko-Stuckatur oberhalb einer Ofennische (2011)

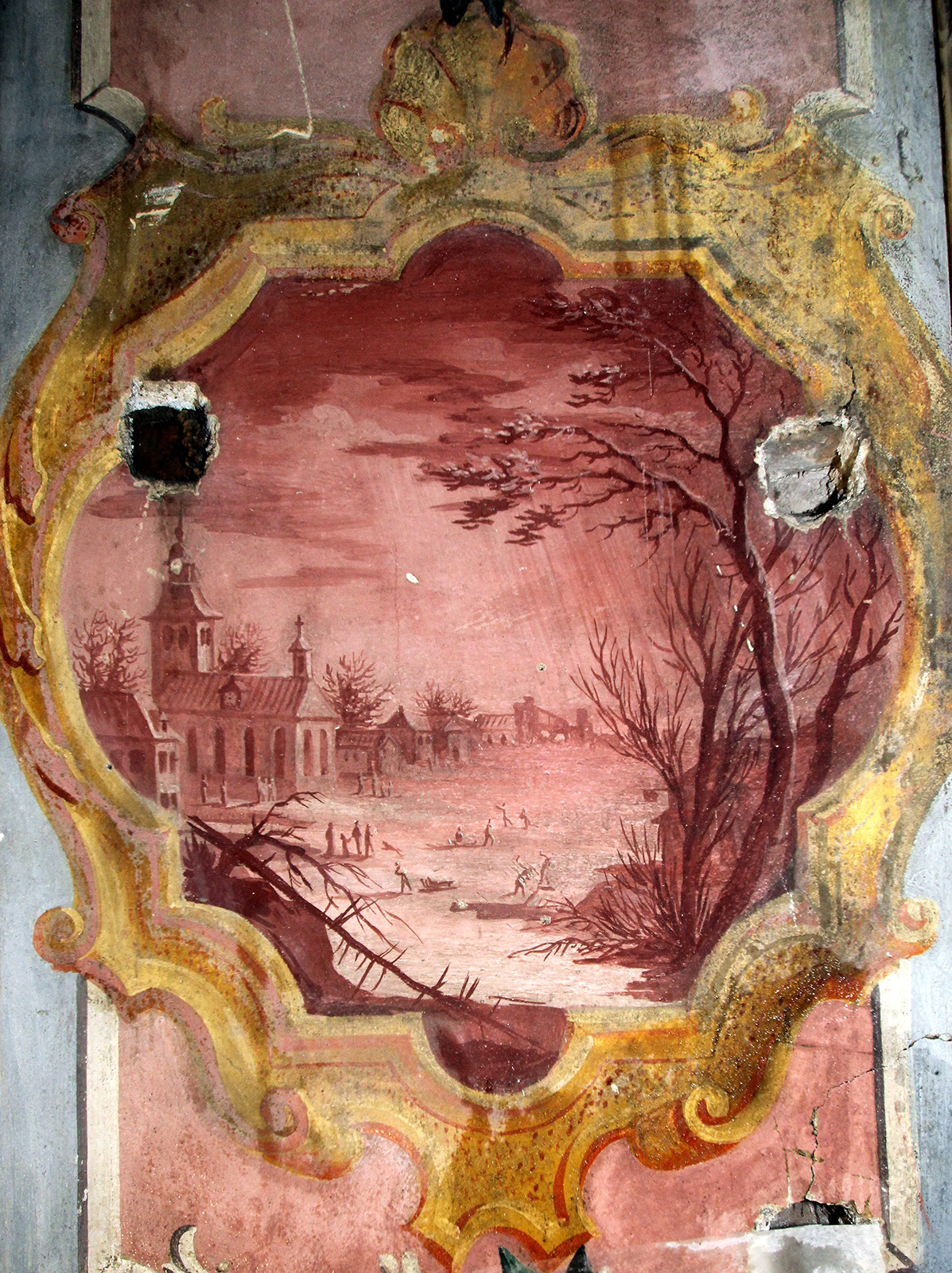
Ein Detail des Freskos mit einem Landschaftsbild

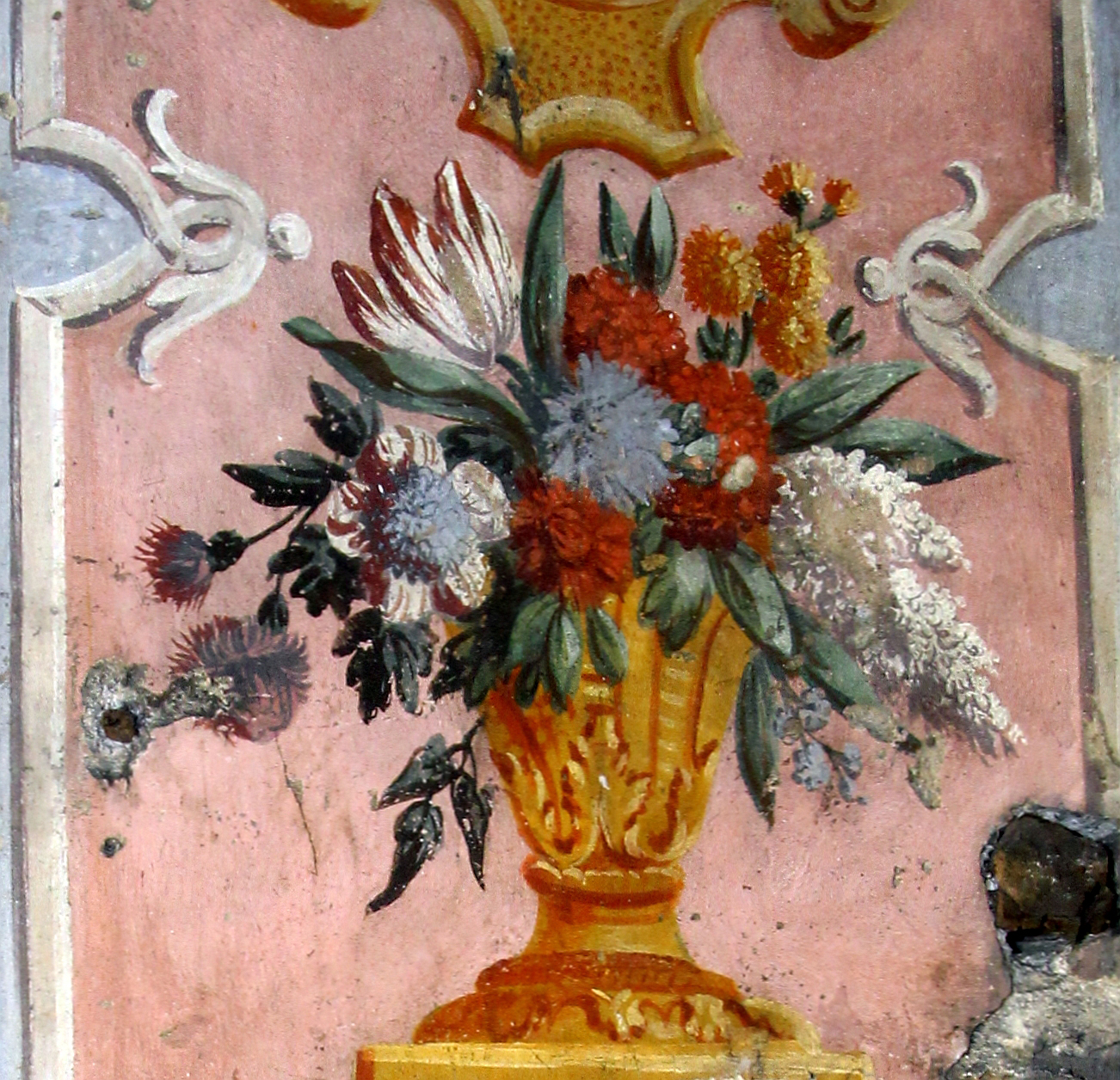
Ein Detail des Freskos mit einem Blumenkorb

Erst im Jahr 1739 zogen der Reisemarschall und spätere Oberhofmarschall Freiherr Hans Adam von Studnitz und der Geheimrat Carl Ferdinand von Franckenberg in das Gebäude. Zuvor waren umfangreiche Instandsetzungsmaßnahmen vorausgegangen, nach der Begutachtung durch den Baumeister Johann Erhard Straßburger. Mit dem Tod Carl Ferdinand von Franckenberg im Jahr 1760 drängte von Studnitz die Witwe Franckenbergs zum Auszug. 1764 erhielt von Studnitz das Obergeschoss des Gebäudes als alleinige Wohnung.
Neben von Studnitz wohnten im Amtshaus von 1769 bis 1792 Frau Oberschenk von Bechtoldsheim und Oberbibliothekar Schläger, bei dem die Schriftstellerin Caroline Schlegel geb. Michaelis hier einige Jugendjahre verbrachte. Nach dem Tod von Studnitz im Jahr 1788 zog der Geheime Rath Wilhelm von Rotberg 1792 in das Amtshaus.
Als einer der letzten Bewohner des Hauses zog der Geheime Rat und Vizekanzler Carl van der Becke 1810 ein. Zum damaligen Zeitpunkt wurden die Amtssitzungen, die Gefängnisse und die Amtmannswohnungen in das westlich angrenzende Haus Sundhäuser Gasse Nr. 124 verlegt. Jedoch verblieb das Amtsarchiv weiterhin im Erdgeschoss des Amtshauses. Erst 1862 zog es in das westliche Nachbargebäude, welches vorher als Justizamt genutzt wurde.
Im Jahr 1828 änderte sich mit der Einrichtung der Mädchenschule die Nutzung des Gebäudes grundlegend. Bereits 1821 gab es Überlegungen, die Bürgertöchterschule aus dem Augustinerklostergebäude in einen Neubau zu verlegen. Schließlich schlug die herzogliche Kammer 1827 vor, das Amtshaus zu übernehmen, welches dann 1828 die Stadt erwarb. Im selben Jahr baute man das Gebäude um, andere kleinere Wohnungen, wie die des Amtsboten wurden geräumt. Im Volksmund wurde die Mädchenschule auch Amtsschule genannt. Diesen Namen trug die Schule später auch offiziell. Ein in den 1880er Jahren geplanter Neubau von zwei großen Schulsälen auf den Grundstücken 15 und 17 der heutigen Augustinerstraße blieb unverwirklicht, trotz eher suboptimaler Bedingungen innerhalb des Gebäudes für Schüler und Lehrer.
Die Höhere Töchterschule war im Amtshaus von 1882 bis 1884 untergebracht. 1882 überließ man der Seminarschule zudem zwei Räume zur Nutzung, welche aufgrund von Eigenbedarf im folgenden Jahr wieder geräumt werden mussten. Im Jahr 1894 zog in das Amtshaus die Hilfsschule für Kinder mit Behinderung ein. Die Amtsschüler verspottete man verächtlich mit dem Wort Amtiller. Die Nutzung des Amtshauses als Schule endete 1987.
Im südlichen Bereich des Hauses zog 1889 die Wasserver- und Entsorgung des städtischen Tiefbauamts unter Leitung des Tiefbauingenieurs und Wasserwirtschaftlers Hugo Mairich ein, welches sich bis nach 1945 hier befand. Aufgrund des Sitzes der Wasserver- und Entsorgung im Amtshaus nannte man die Hilfsschule auch scherzhaft und abschätzig Wassergymnasium.
Seit dem Auszug der Schule 1987 steht das Gebäude leer. 1993 sicherte man mit Mitteln der Deutschen Stiftung Denkmalschutz das Dach des Hauptgebäudes. Das Dach des mittelalterlichen Baus im Hofbereich wurde dabei ausgenommen. Diesen Teil des Amtshauses ließ die Stadt 2012 abreißen.
2018 wurde bekannt, dass die Wohnungsbaugenossenschaft Gotha plant, das Amtshaus zu sanieren und die Grundstücke neben diesem zu bebauen. Bereits 2009 gab es Pläne, das Amtshaus für altersgerechtes und barrierefreies Wohnen durch die Wohnungsbaugenossenschaft umzubauen.

## Gebäude

### Außengestaltung

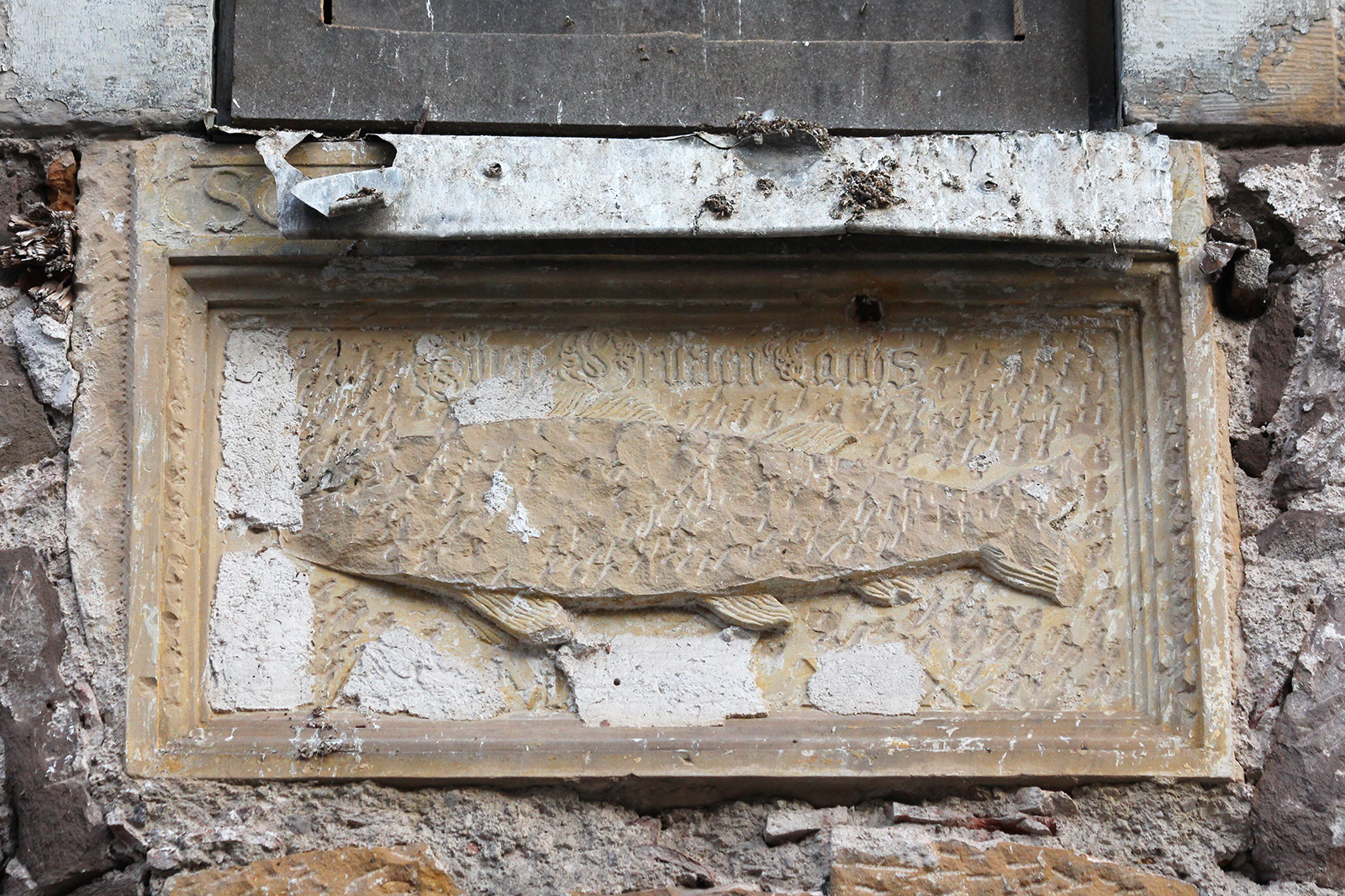
Das Hauszeichen „Zum grünen Lachs“ (2014)

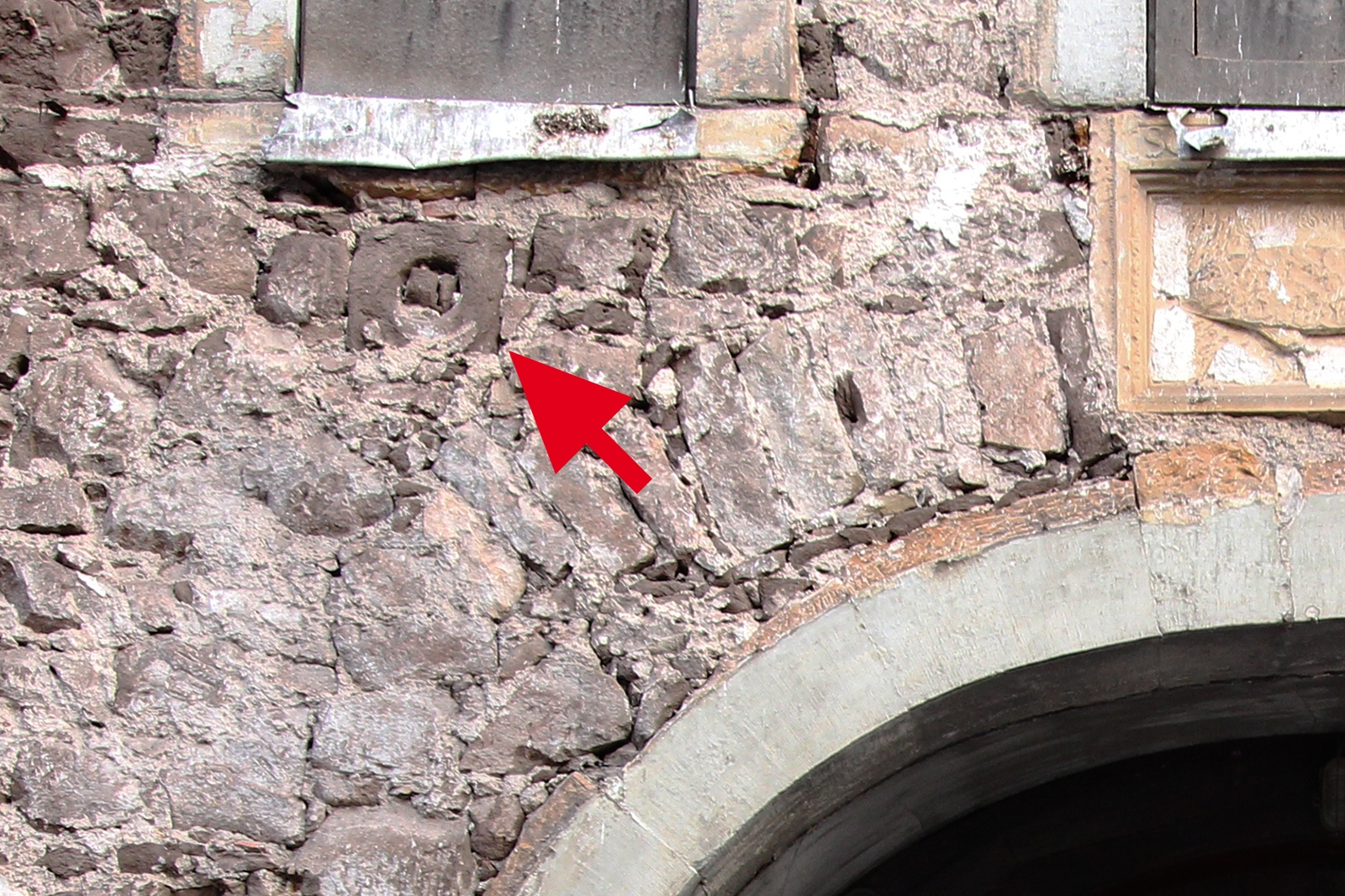
Eine vermauerte Biereigenöffnung über dem Portal (2014)

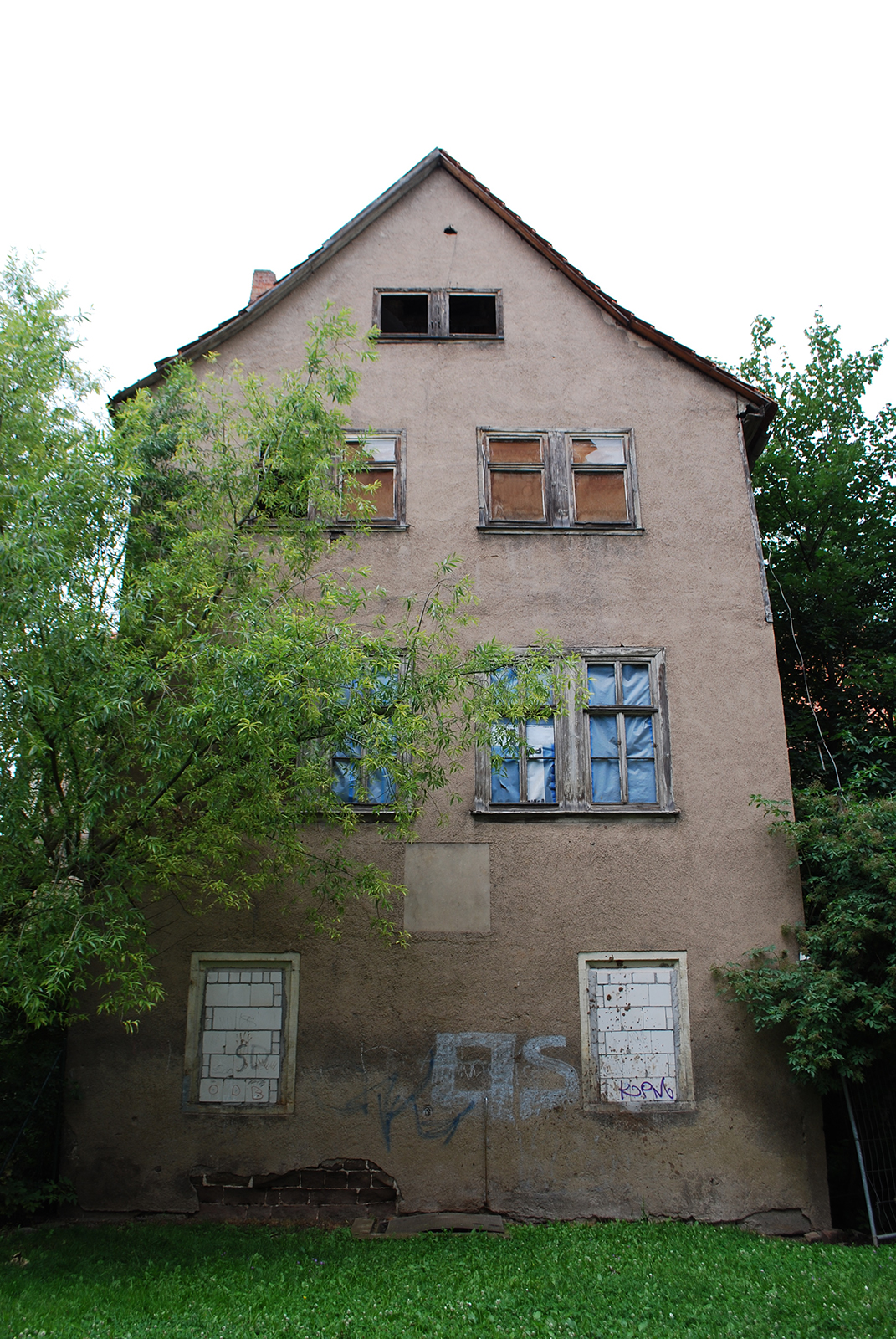
Der mittelalterliche Gebäudeteil aus dem 14. Jahrhundert (2012 abgerissen)

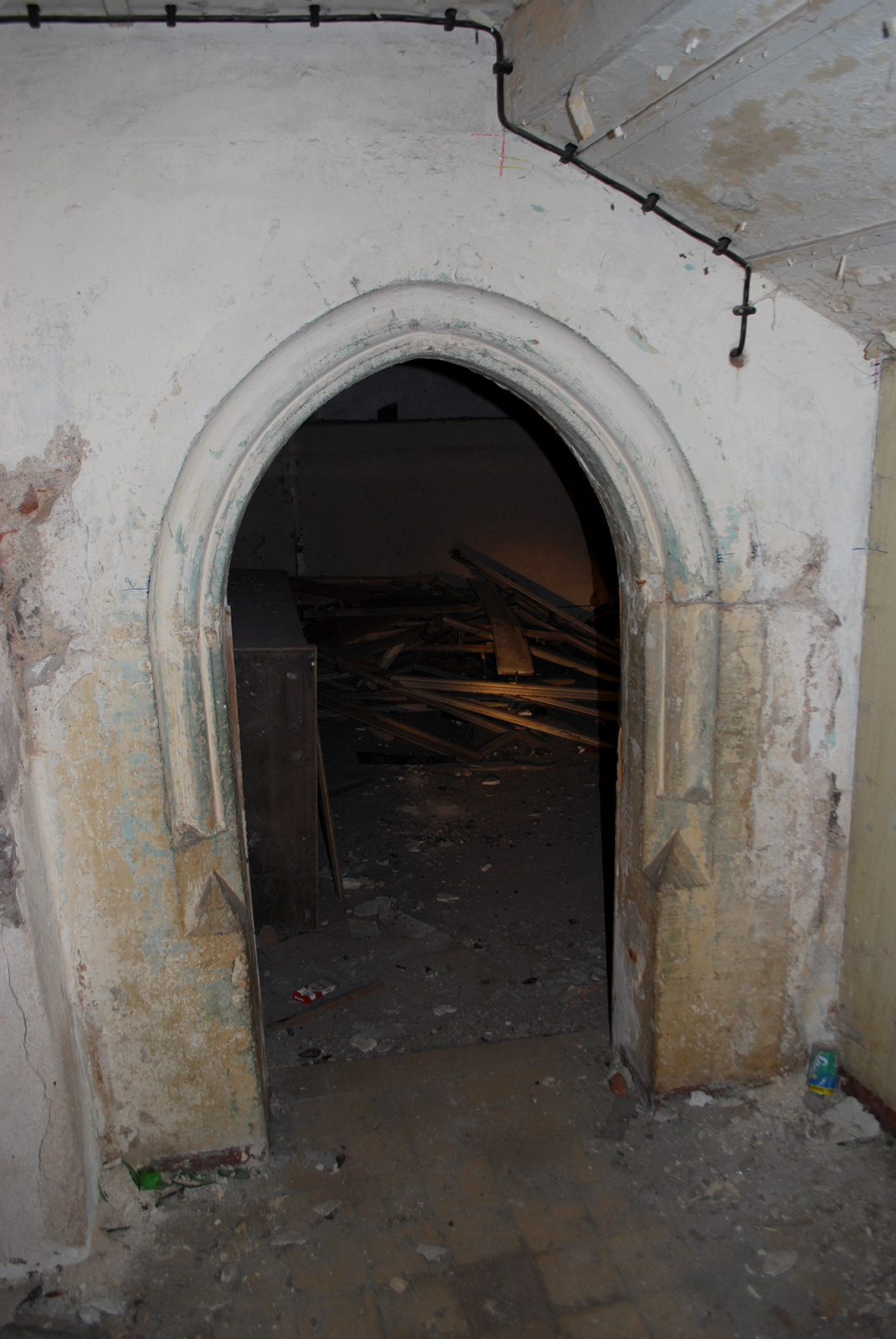
Eingang im Untergeschoss mit gotischem Spitzbogen

Das steinerne Haupthaus aus dem 17. Jahrhundert hat einen L-förmig Grundriss. Das Amtshaus besitzt zwei Obergeschosse und eine schlichte Schaufassade mit 13 Achsen. An den beiden Hausecken dieser Fassade befinden sich Eckrustifizierungen aus Sandstein. Diese verschwanden im Laufe der Zeit über dem ersten Obergeschoss hinter einer Putzschicht. Die nach Westen abgewalmte Fassade stand an einer ca. 1 m breiten Wassergasse auf Lücke zum Nachbargebäude. Diese Gasse wurde später vermauert und war bis zum Abriss des westlichen Nachbargebäudes ersichtlich.
Über dem Portal des Amtshauses sind die Biereigenöffnungen im vermauerten Zustand vorhanden. In die Biereigenöffnungen stecke man sog. Bierwischen (meist Reißigbündel aus Hopfen und Gerste) und machte damit täglich bekannt, wo in der Stadt Bier ausgeschenkt wurde. Das Amtshaus gehört zu den wenigen Häusern in Gotha, wo diese runden Öffnungen über dem Tor erhalten geblieben sind. Ebenfalls über dem Portal befindet sich eine, von den Vorgängerbauten erhaltene, eingelassene Hausmarke. Die Inschrift dieses Hauszeichens lautet: „SOLI DEO GLORIA Ps. 115.V.1 Zum grünen Lachs  AN. MDCLXIX“. Diese Hausmarke blieb lange Zeit unter einer Putzschicht verborgen und bedeutet „Allein Gott (sei) Ehre (nach) Psalm 115, Vers 1. Zum grünen Lachs. Im Jahr 1669“. Im besagten und auf Inschriften häufiger angeführten Psalm heißt es dazu: „Nicht uns, Herr, sondern deinem Namen gib Ehre.“ 
Der übrig gebliebene Teil des massiven giebelständigen Wohnhauses im Hofbereich wurde im Jahre 1687 um ein Stockwerk in Fachwerkbauweise erweitert. In den 1970er Jahren erhielt die Fassade eine Putzschicht, so war das Fachwerk nicht mehr erkennbar.

### Innengestaltung
Das Amtshaus steht teilweise auf den Grundmauern mittelalterlicher Vorgängerbauten. Aus dem Mittelalter stammen ebenfalls große Teile der Unterkellerung und ein gotischer Eingang mit spitzbogiger Rahmung.
Bereits vor dem Einzug von Studnitz und von Franckenberg im Jahr 1739 gab es Umbauten im Inneren. Johann Erhard Straßburger kam zu dem Ergebnis, dass 18 neue Fenster, zwei eiserne Öfen mit getöpfertem Aufsatz (aus Frankfurt am Main bezogen) zu besorgen seien, Schreiner-, Schlosser-, Tüncher-, Malerarbeit und die Reparatur der Pferdeställe zu erledigen waren.
Besonders von Studnitz ließ das Amtshaus reich ausstatten. Bald zierten bemalte Wandvertäfelungen, Stuckdecken und stuckierte Ofennischen das Obergeschoss. Im Oktober 2019 entdeckte man barocke Fresken hinter der Wandvertäfelung. Diese stammen wahrscheinlich aus der Zeit unmittelbar nach dem Bezug des Hauses ab 1739. Vermutlich gehörten sie sogar zu den „erbetenen“ Wandbespannungen aus dem Schloss Friedenstein. Die Fresken wurden diesen Tapeten aller Wahrscheinlichkeit nach in Stil und Darstellungen angepasst. Die drei Fensterleibungen und die dazugehörigen vier Wandpfeiler, auf denen sich die Wandfresken befinden, gehörten zu einem Raum, dessen heute nicht mehr existente Ostwand die Wohnungen von Studnitz und Frankenberg trennte. Die Darstellungen der Fresken entsprechen dem Bandelwerk des Hochbarock und besitzen noch keine Anklänge zum Rokoko. Aufgrund des guten Erhaltungszustands, ist davon auszugehen, dass die Fresken nur kurze Zeit zu sehen waren und dann hinter der hölzernen Wandverkleidung verschwanden. Denn schon 1741 lässt von Studnitz einen Großteil seiner Wohnräume mit einer Wandverkleidung versehen.
Während der Nutzung als Schule ab dem Jahr 1828 ließ man mehrere Wände einreißen, um Unterrichtsräume zu schaffen.